# Johann Joachim Eschenburg
Johann Joachim Eschenburg (Hamburg, 7 de desembre de 1743 - Brunswick, 29 de febrer de 1820) fou un escriptor alemany. Estudià en les universitats de Leipzig i Gottinga: després fou professor de filosofia i literatura en el col·legi de Sant Carles de Brunsvic, on va conèixer en Lessing, i més tard fou conseller privat de justícia. Fou gran amant de la música i gran coneixedor de la literatura anglesa, que procurà donar a conèixer a Alemanya. Publicà nombroses biografies d'escriptors alemanys antics i moderns, continuà i acabà la primera traducció alemanya de les obres de Shakespeare, començada per Wieland (Zúric, 1755-1782 i 1798-1806), i les obres:
- Dr. Brown's Betrachtungen úber die Poesie und Musik nach ihrem Urzprunge, traducció d'una obra anglesa de John Brown (Leipzig, 1769)
- Betrachtungen úber die Verwandschaf,
- der Poezie und Musik, etc., traducció d'una obra de Webb (Leipzig, 1771)
- Entwur einer Theorie und Literatur der schónen Redekúnste$$, (Berlín, 1783-1789. 1805. 1817 i 1836).
- Handbuck der klassischen Literatur, (Berlín, 1783)
- Nachricht von Georg. Friedrich Haendel's Lebens Umstaenden und der ihm zü London im Mai und Junir. 1784 angestellten Gedächtnissfeyer, traducció de l'anglès (Berlín, 1785)
- Beispielza zum THeorie und Literatur der schönen Wissenschaften, (Berlín i Szczecin, 1788-1795).
- Lehrbuch buch der Wissenschoftskunde, (Szcezecin i Berlín, 1825)
- Denkmater alidentscher Dichtkunst, (Bremen, 1799)